# 粉褶包属
粉褶包属（学名：Richoniella）是粉褶菌科的一属。

## 下属物种
本属包括以下物种：
- 非洲粉褶包 Richoniella afra Pegler Julich, 1982
- 小粉褶包 Richoniello pumilo G.H.Cunninghom[2]